# Nouvelle philosophie
Il termine nouvelle philosophie (in francese: «nuova filosofia») indica una corrente filosofica molto eterogenea, nata in Francia a metà degli anni settanta e rappresentata da autori usciti dalla sinistra radicale francese, in rottura polemica con il marxismo: André Glucksmann, Bernard-Henri Lévy, Christian Jambet, Guy Lardreau, Jean-Paul Dollé, Gilles Susong. A loro si aggiunsero anche Jean-Marie Benoist e Maurice Clavel, provenienti da un diverso retroterra filosofico. La gran parte dei "nuovi filosofi" francesi prendeva le mosse dal marxismo, e anche dal maoismo, del Sessantotto, specie da quello d'ispirazione esistenzialista (sartriana), ripudiando però l'ideologia comunista come un sistema totalitario, ma oppose d'altro canto una netta critica di base umanistica anche al capitalismo, al conservatorismo e alla destra nazionalista, sia "vecchia" sia "nuova". Altri importanti modelli d'ispirazione furono Michel Foucault, l'illuminismo, il post-strutturalismo, Friedrich Nietzsche, Martin Heidegger e Albert Camus.

## Storia
Nel novembre 1973 Gauche prolétarienne, un gruppo militante clandestino di ispirazione maoista, decide di sciogliersi. Emergono allora due tendenze interne al movimento:
- una, rappresentata da André Glucksmann, chiede di intraprendere una critica radicale del marxismo a partire dalla riflessione sul concetto di "totalitarismo";
- l'altra, rappresentata da Alain Badiou, ritiene che rinnegare i principi marxisti sia come "gettare il bambino con l'acqua sporca" e che "la democrazia non sia nient'altro che uno strumento di propaganda del capitalismo"[3].

Nel luglio 1975 André Glucksmann pubblica La cuoca e il mangia-uomini: sui rapporti tra Stato, marxismo e campi di concentramento, in cui stabilisce esplicitamente un parallelo tra nazismo e comunismo. Bernard-Henri Lévy dedica al libro una recensione elogiativa sul Nouvel Observateur del 30 giugno 1975.
Le edizioni Grasset & Fasquelle affidano a Lévy la direzione di una collana di opere di filosofia. Nella primavera del 1976 viene pubblicato L'ange di Christian Jambet e Guy Lardreau. Provenienti da Gauche prolétarienne e influenzati dalle teorie di Jacques Lacan e Maurice Clavel, Jambet e Lardeau si propongono di recuperare le fondamenta cristiane di una metafisica che secondo loro inaugura la lotta contro il "totalitarismo".
Nella primavera del 1976 Paul Guilbert e Jean-Marie Borzeix, direttori di Nouvelles Littéraires, chiedono a Lévy di dedicare un dossier alla corrente di pensiero in cui si riconosce. Pubblicato nel giugno seguente, lo speciale si apre con un'introduzione di Lévy seguita da quattro interviste: François Châtelet con Christian Jambet e Guy Lardreau, Roland Barthes con Philippe Roger, Claude Lévi-Strauss con Jean-Marie Benoist, Jean-Toussaint Desanti con Jean-Paul Dollé. Un testo di Annie Leclerc chiude il dossier. L'espressione "nouveaux philosophes", scelta da Lévy, compare soltanto nel titolo, e ciascuno dei contribuenti mantiene una posizione di autonomia, ma d'ora in poi la corrente sarà conosciuta con quel termine. Anche Michel Foucault è stato associato al movimento, per l'ultimo periodo della sua vita.
Oggi ne è principale rappresentante Bernard-Henri Lévy, intellettuale di origine ebraica noto per il suo impegno in favore dei diritti umani nel mondo e altre battaglie come la difesa dell'Occidente laico contro l'islamismo e le dittature, e quella dello Stato d'Israele.